# Morotei
I morotei furono una corrente politica di sinistra della Democrazia Cristiana, costituita ufficialmente nel 1968 da quanti si riconoscevano nelle posizioni di Aldo Moro.

## Storia
I suoi tratti distintivi progressisti furono delineati all'interno della corrente dorotea già nell'ottobre 1959, qualche giorno prima rispetto all'inizio del VII Congresso nazionale della DC, dove si distinse rispetto a quella ortodossa, essendo paradossalmente vicina alle iniziative e alle tesi di Nuove cronache di Amintore Fanfani. Successivamente si caratterizzò anche per la propensione all'apertura nei confronti del PSI.

## Principali esponenti
- Aldo Moro
- Andrea Borri
- Angelo Salizzoni
- Giovanni Battista Scaglia
- Benigno Zaccagnini
- Franco Salvi
- Corrado Belci
- Luigi Gui
- Tina Anselmi
- Maria Badaloni
- Maria Eletta Martini
- Tommaso Morlino
- Vittorio Bachelet
- Leopoldo Elia
- Beniamino Andreatta
- Bruno Kessler
- Bernardo Mattarella
- Piersanti Mattarella
- Sergio Mattarella